# Aspicilia gibbosa
Aspicilia gibbosa är en lavart som först beskrevs av Erik Acharius, och fick sitt nu gällande namn av Körb. Aspicilia gibbosa ingår i släktet Aspicilia och familjen Megasporaceae.  Arten är reproducerande i Sverige. Inga underarter finns listade i Catalogue of Life.